# Kozły (województwo lubelskie)
Kozły – wieś w Polsce położona w województwie lubelskim, w powiecie bialskim, w gminie Łomazy. Przez miejscowość przepływa Żarnica, niewielka rzeka dorzecza Bugu, lewy dopływ Zielawy.
Wieś ekonomii brzeskiej w drugiej połowie XVII wieku. 1867–1905 w gminie Żelizna, 1905–1929 w gminie Przegaliny, 1929–1954 w gminie Komarówka Podlaska w powiecie radzyńskim. W latach 1954–1957 wieś należała do i była siedzibą władz gromady Kozły, po jej zniesieniu w gromadzie Łomazy. Od 1957 w powiecie bialskim. Od 1973 w gminie Łomazy. W latach 1975–1998 miejscowość administracyjnie należała do województwa bialskopodlaskiego. 1 stycznia 1984 od Kozłów odłączono część wsi o nazwie Musiejówka, włączając ją do nowo utworzonej gminy Rossosz.
Wieś jest sołectwem w gminie Łomazy. Według Narodowego Spisu Powszechnego z roku 2011 wieś liczyła 177 mieszkańców.
Mieszkańcy miejscowości należą do rzymskokatolickiej parafii św. Jozafata w Korczówce lub parafii Świętych Apostołów Piotra i Pawła w Łomazach.

## Części miejscowości
| SIMC    | Nazwa    | Rodzaj    |
| ------- | -------- | --------- |
| 1022216 | Chominna | część wsi |
| 0015303 | Ostrówek | część wsi |